# Батурина, Надежда Петровна
Надежда Петровна Батурина (26 ноября 1928, Николаев — 25 апреля 2017, Киев) — украинская артистка театра и кино, актриса Национального академического театра русской драмы имени Леси Украинки (Киев). Народная артистка Украины (1996).

## Биография
Родилась 26 ноября 1928 года в Николаеве. В 1951 году окончила филологический факультет Одесского государственного университета имени И. Мечникова. В 1951—1954 годах преподавала русский язык и литературу в школах Одесской и Хмельницкой областей.
В 1955 году окончила Школу-студию при Одесском театре Советской Армии. Была актрисой в театрах Одессы. С 14 августа 1961 года — актриса Национального академического театра русской драмы имени Леси Украинки.
Выступала как режиссёр-постановщик ряда спектаклей в театре Л. Украинки и театре «Созвездие». Известна как автор и ведущая программ на украинском телевидении.
Умерла 25 апреля 2017 года в Киеве после продолжительной болезни.
Похоронена 27 апреля в Киеве на Байковом кладбище.

## Творчество

### Роли в театре
- «Чуть мерцает призрачная сцена… (Юбилей. Юбилей? Юбилей!)» (2011)
- «Дон Кихот. 1938 г.» (2006)
- «И всё это было… и всё это будет…» (2001)
- «Возвращение в Сорренто» (1997)
- «Загадка дома Вернье» (1992)
- «Смех лангусты» (1990)
- «Событие» (1989)
- «Самоубийца» (1989)
- «Я, конечно, человек маленький» (1986)
- «ОБЭЖ» (1985)
- «Победительница» (1983)
- «Игрок» (1982)
- «Синие кони на красной траве» (1980)
- «Веер» (1980)
- «Кафедра» (1979)
- «Надеяться» (1979)
- «Отелло» (1978)
- «Будьте здоровы» (1978)
- «Хозяйка» (1978)
- «Кремлёвские куранты» (1977)
- «Эта маленькая земля» (1977)
- «Как важно быть серьезным» (1976)
- «Испытание» (1976)
- «Без труб и барабанов» (1975)
- «Последние дни» (1974)
- «Добряки» (1973)
- «Бесприданница» (1973)
- «Как важно быть серьезным» (1976)
- «Испытание» (1976)
- «Без труб и барабанов» (1975)
- «Последние дни» (1974)
- «Добряки» (1973)
- «Бесприданница» (1973)
- «Варвары» (1973)
- «Второе свидание» (1972)
- «Каменный властелин» (1971)
- «На всякого мудреца довольно простоты» (1969)
- «Странная миссис Сэвидж» (1968)
- «Большевики» (1968)
- «Традиционный сбор» (1967)
- «Дон Карлос» (1965)
- «Сенсация № 1» (1965)
- «На диком бреге» (1965)
- «Чти отца своего» (1964)
- «В день свадьбы» (1964)
- «Киевская тетрадь» (1963)
- «Нас где-то ждут» (1963)
- «Палата» (1962)
- «Друзья и годы» (1962)
- «Четвёртый» (1961)
- «Проводы белых ночей» (1961)
- «Забавный случай» (1960)

### Режиссёрские работы
- «Последняя любовь» по И. Башевису-Зингеру (2009)
- «Пизанская башня» Н. Птушкиной (1999)

## Фильмография
- 1981 — «Сто радостей, или Книга великих открытий», эпизод
- 1966 — «В город пришла беда», Маша

## Награды
- Народная артистка Украины (14.09.1996)[4].
- Почётная грамота Президиума Верховного Совета УССР (1976)
- Почётная грамота Кабинета Министров Украины (2008)